# Бірча Ігор Ярославович
І́гор Яросла́вович Бі́рча (Гарік Бірча) (нар. 15 вересня 1974, Долинська, Кіровоградська область, УРСР) — український актор і автор гумористичних телепередач, актор кіно, військовослужбовець, учасник українського телепроєкту «Comedy Club Ukraine», учасник Вищої Української ліги КВК.

## Біографія
Народився в Долинській, згодом переїхав із родиною до Кривого Рогу. У шкільні роки почав грати у КВК і займатися пародіями.
У 1991 році вступив на історичний факультет педагогічного інституту в Кіровограді, паралельно виступаючи в командах КВК «СКІФ» і «Гольфстрім».
У 1998 році пішов в армію, де отримав звання старшого сержанта. Через рік повернувся до роботи на телебаченні та радіо.
Виступає в українських телепередачах, а також знімається в серіалах. Також є тренером «Ліги Сміху».
З перших днів російського вторгнення в Україну вступив до лав Збройних сил України, отримав звання головного сержанта.

## Особисте життя
Одружений, має доньку (2022 року народження).

## Фільмографія
| Рік  |   | Назва                    | Роль                           |
| ---- | - | ------------------------ | ------------------------------ |
| 2004 | ф | Торгаші                  | Інтелігентний хам              |
| 2004 | ф | На білому катері         | Тенорков                       |
| 2004 | ф | Джокер                   | Андрій                         |
| 2004 | ф | Між першою і другою      | Штуцерник, Менеджер, Наречений |
| 2007 | с | Домком                   | Вітя «Ющенко                   |
| 2008 | с | Колишня                  | Журналіст                      |
| 2008 | с | Рідні люди               | Серйозний чел                  |
| 2008 | с | Дві сторони однієї Ганни | Хлопець головної героїні       |
| 2009 | с | Недоторканні             | Гарант, Андрій Вікторович      |
| 2010 | с | Маршрут милосердя        | Тесляр, друг постраждалого     |
| 2011 | с | Дорога                   | Андрей                         |
| 2011 | с | Єфросінія                | Співробітник                   |
| 2011 | с | Картина крейдою          | Напарник кілера                |
| 2011 | с | Жіночий лікар            |                                |
| 2011 | с | Костоправ                |                                |
| 2011 | с | Повернення Мухтара-3     | Зірка ТВ                       |
| 2012 | с | Брат за брата-2          |                                |
| 2012 | с | Віталька                 | Віталька                       |
| 2014 | с | Рятівники                | Костя                          |
| 2018 | с | Вечірка                  | Дімон                          |
| 2020 | ф | Казка старого мельника   | Лісовик-Буркотун               |
| 2020 | с | Євродиректор             | Дмитро Олександрович (Санич)   |
| 2021 | с | Папік (2 сезон)          | Володимир                      |

## Шоу
- 2012 — Велика різниця по-українськи
- 2012, 2015 — „Перший мільйон“ (ICTV, учасник)
- 2013 — „Бійцівський клуб“ (виробництво телеканалу „ТЕТ“, журі)
- 2019 — „Ліга Сміху“
- 2018 — Ліга Сміху. Літній кубок — 2018»

## КВН
- 3-разовий чемпіон Кіровограда
- Віце-чемпіон Асоціації команд КВК України (1998) — «Гольфстрім» (Кіровоград)
- Учасник ігор Першої ліги АМІК у м. Київ «СКІФ» (Кіровоград)
- 3-разовий чемпіон Слобожанської ліги АМІК (Харків) (1999, 2001, 2003) — «СКІФ», «Яблуко», «Аляска» (Київ)
- Учасник ігор Вищої Української Ліги АМІК (2002) — збірна Харкова
- Фіналіст Вищої Української ліги АМІК (2004) — «Аляска» (Київ)
- Чемпіон Вищої Української ліги АМІК (2005) — «Аляска» (Київ)
- Учасник музичного фестивалю «Голосящий КіВіН» (2006) — «Аляска» (Київ)
- Учасник ігор Вищої ліги КВК АМІК м. Москва (2006, 2007) — «Аляска» (Київ)